# Magna Grecia
Magna Grecia (en griego clásico: Μεɣάλη Ἑλλάς [Mĕgálē Hĕllás]; en neogriego: Μεɣάλη Ελλάδα; en latín: Magna Graecia; en italiano: Magna Grecia) es el nombre dado en la Antigüedad clásica al territorio ocupado por los colonos griegos en el sur de la península itálica y en Sicilia, donde fundaron  numerosas polis que comerciaban tanto entre ellas como con la Hélade propiamente dicha.
Originalmente, Magna Graecia fue el nombre usado por los romanos para describir la región entre el golfo de Nápoles al  y el golfo de Tarento al este, de forma que el área entera de la colonización griega en la península itálica (e incluyendo en sentido más amplio también a la isla de Sicilia) fue conocida por este nombre, hasta su incorporación en la Italia romana. De hecho, las voces Grecia y greco, en español y en muchos otros idiomas, vienen del término latino.
Los habitantes peninsulares de la Magna Grecia, es decir, los itálicos de lengua y cultura griega, eran conocidos como italiotas, mientras que, a los habitantes magno-griegos de la isla de Sicilia se les conocía como siciliotas.

## Historia

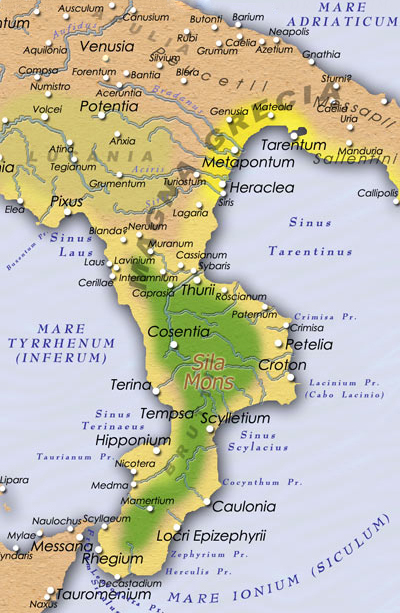
Magna Graecia en el 280 a. C.

Muchas de las nuevas colonias se convirtieron en poderosas y prósperas ciudades, como Neápolis (Νεάπολις, Nápoles) o Síbaris (Σύβαρις). Otras ciudades de la Magna Grecia fueron Siracusa (Συρακούσσες), Akragas (Άκραγας, Agrigento), Selinunte (Σελινοΰς), Taras (Τάρας, Tarento), Locros (Λοκροί), Regio (Regio de Calabria, Ρήγιον), Crotona (Κρότων), Turios (Θούριοι), Elea (Ελαία), Mesana (Mesina), Tauromenio e Hímera. Desde estos emplazamientos se mantenían vínculos con la Grecia más occidental, la del actual litoral hispanofrancés: Massalia (Marsella), Antípolis (Antibes), Nikaia (Niza), Emporion (Ampurias) o Mainake (Málaga).
Se dice que la Magna Grecia fue la tierra donde Odiseo, rey de Ítaca (Ulises en la cultura romana), se perdió durante diez años, después de regresar de Troya y antes de llegar a su reino. Numerosas leyendas e historias mitológicas de la Έλλάς (Hélade) tienen lugar allí.
Fue conquistada y, en su parte peninsular, como el resto de Italia, federada por Roma, que tras vencer en las guerras samnitas continuó su expansión hacia el sur de la península itálica. Caso famoso es el de Tarento, que tenía una alianza con Roma, lo que no impidió que esta violara la cláusula que le impedía llevar una flota más allá de estrecho de Mesina. A su paso por Tarento, para mayor provocación pidieron atracar en la ciudad. El convoy fue asaltado, declarándose la guerra. Los tarentinos, ahora conscientes de su acción, llamaron a Pirro de Epiro.
La intervención de Pirro de Epiro casi logró salvar las colonias, aunque su derrota final puso fin a toda esperanza de independencia.

### Las primeras colonias

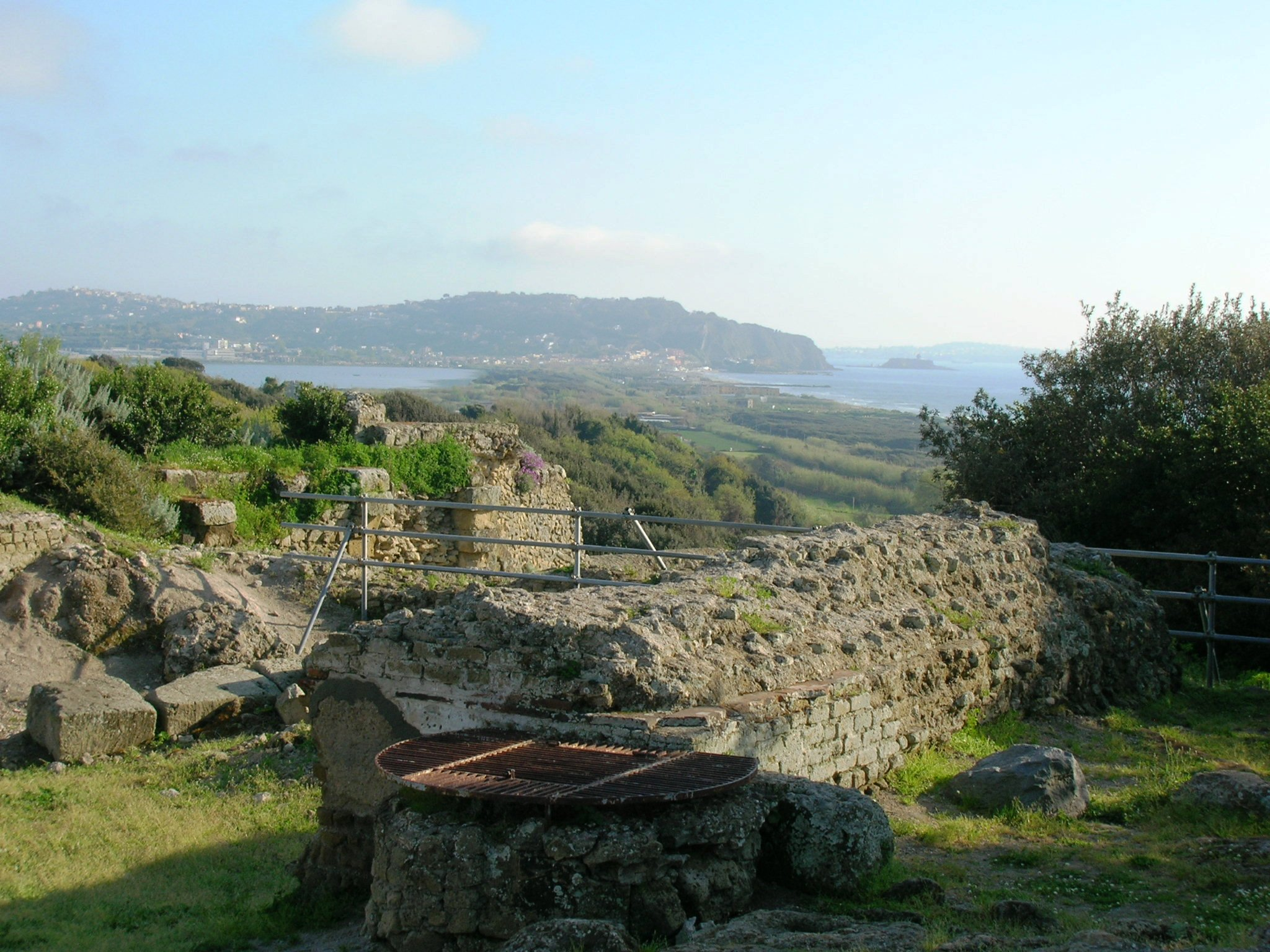
Templo de Apolo en Cumas.

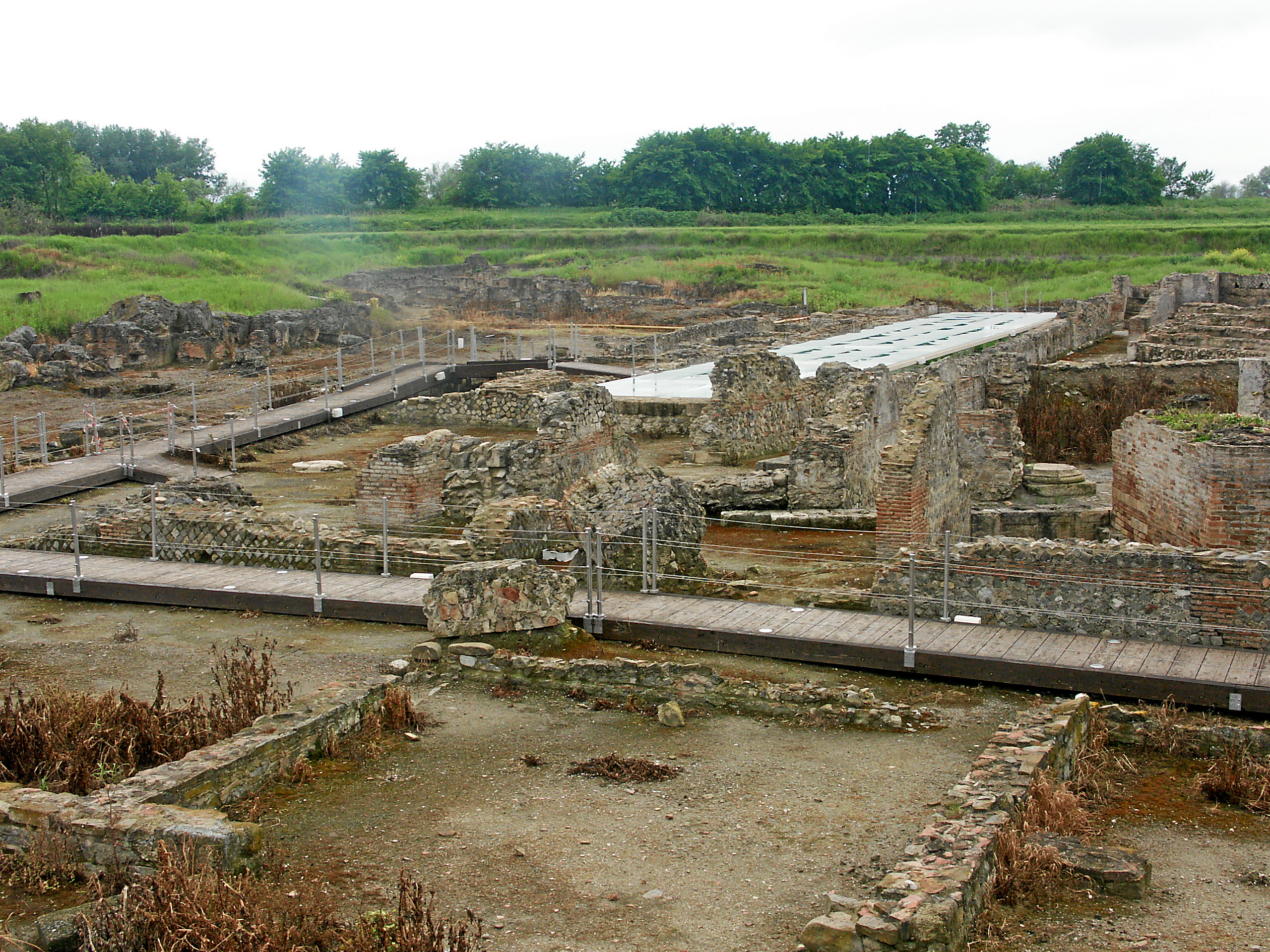
Síbaris.

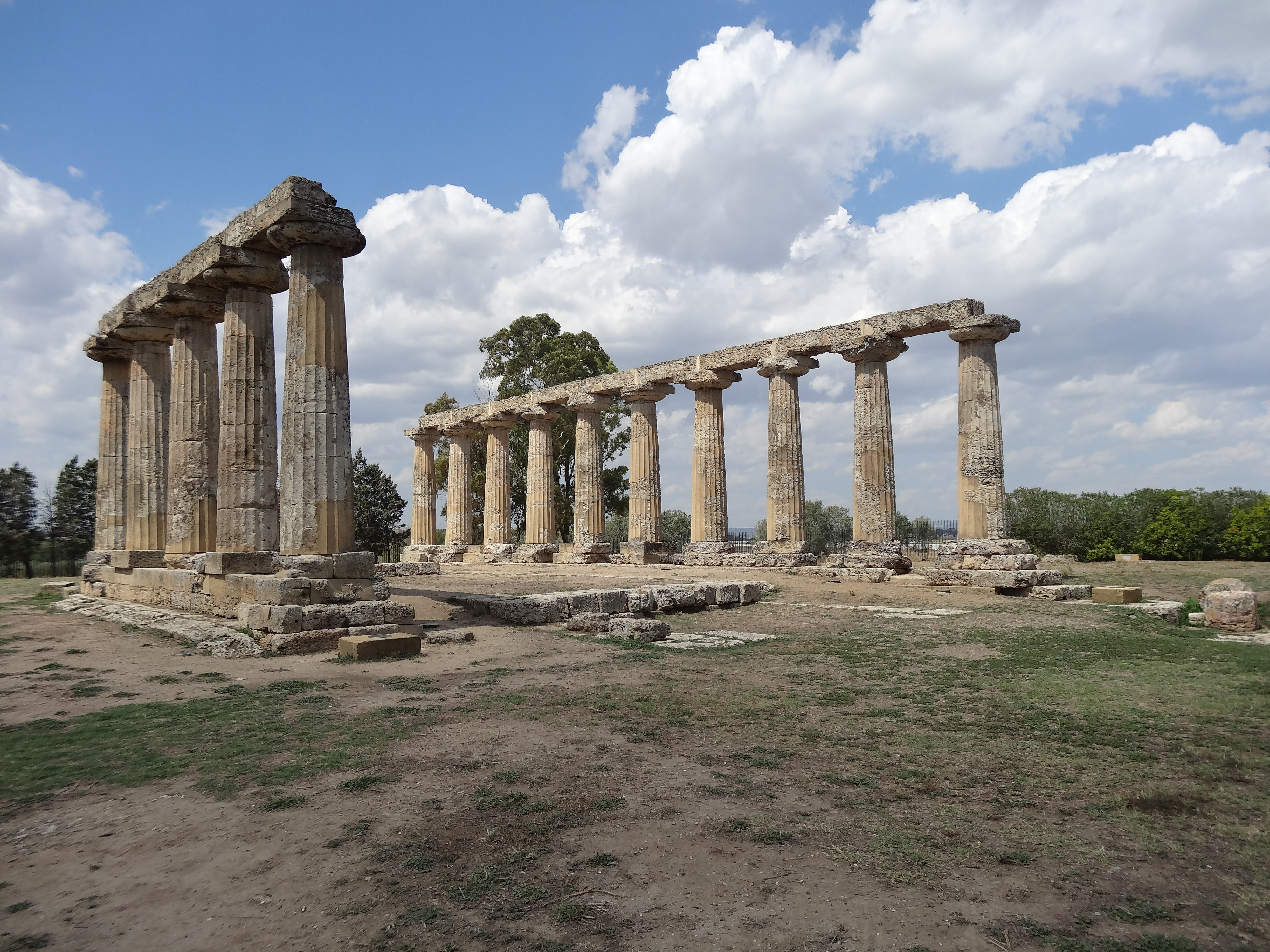
Templo de Hera en Metaponto.

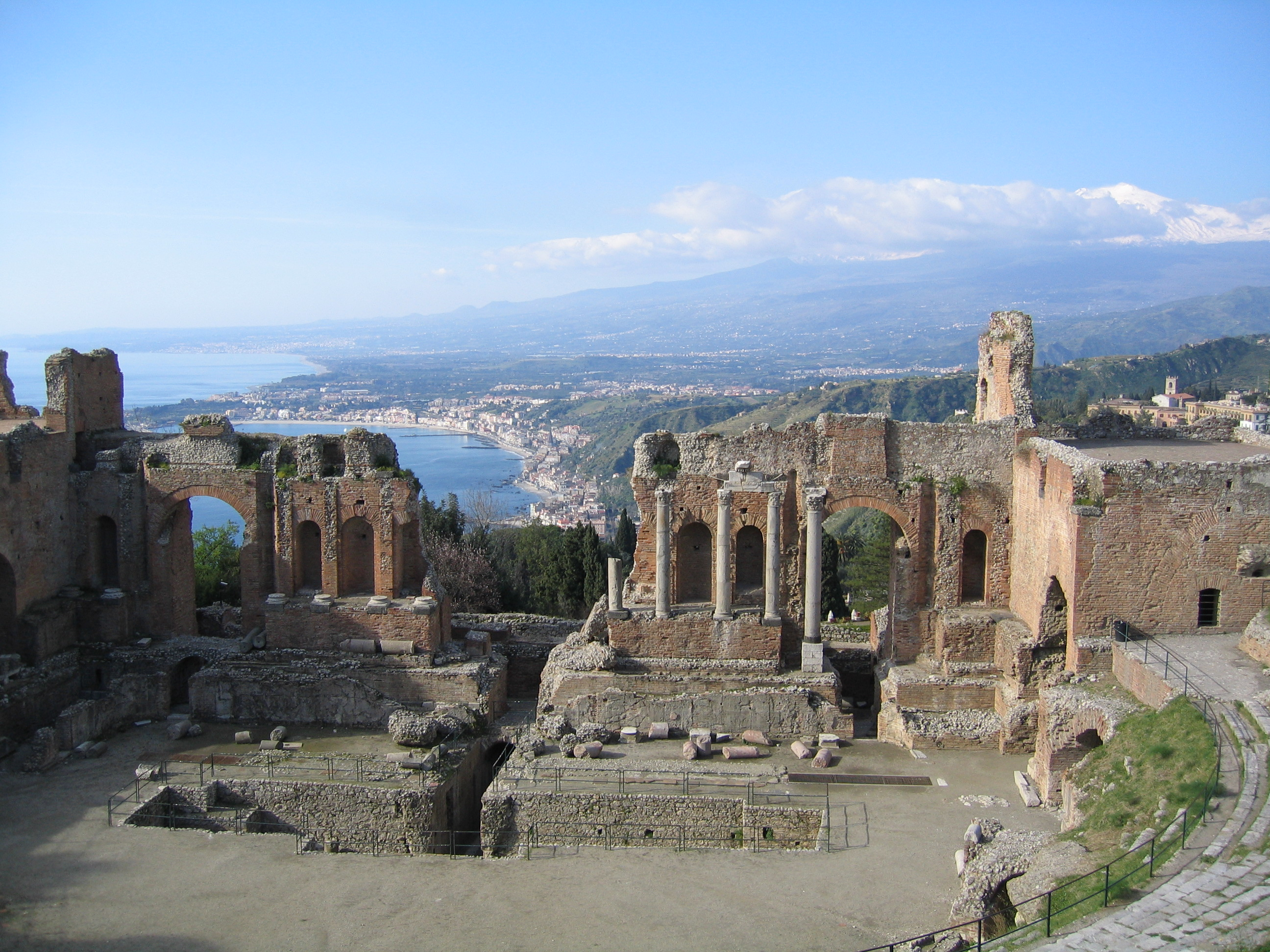
Teatro grieco de Tauromenio.

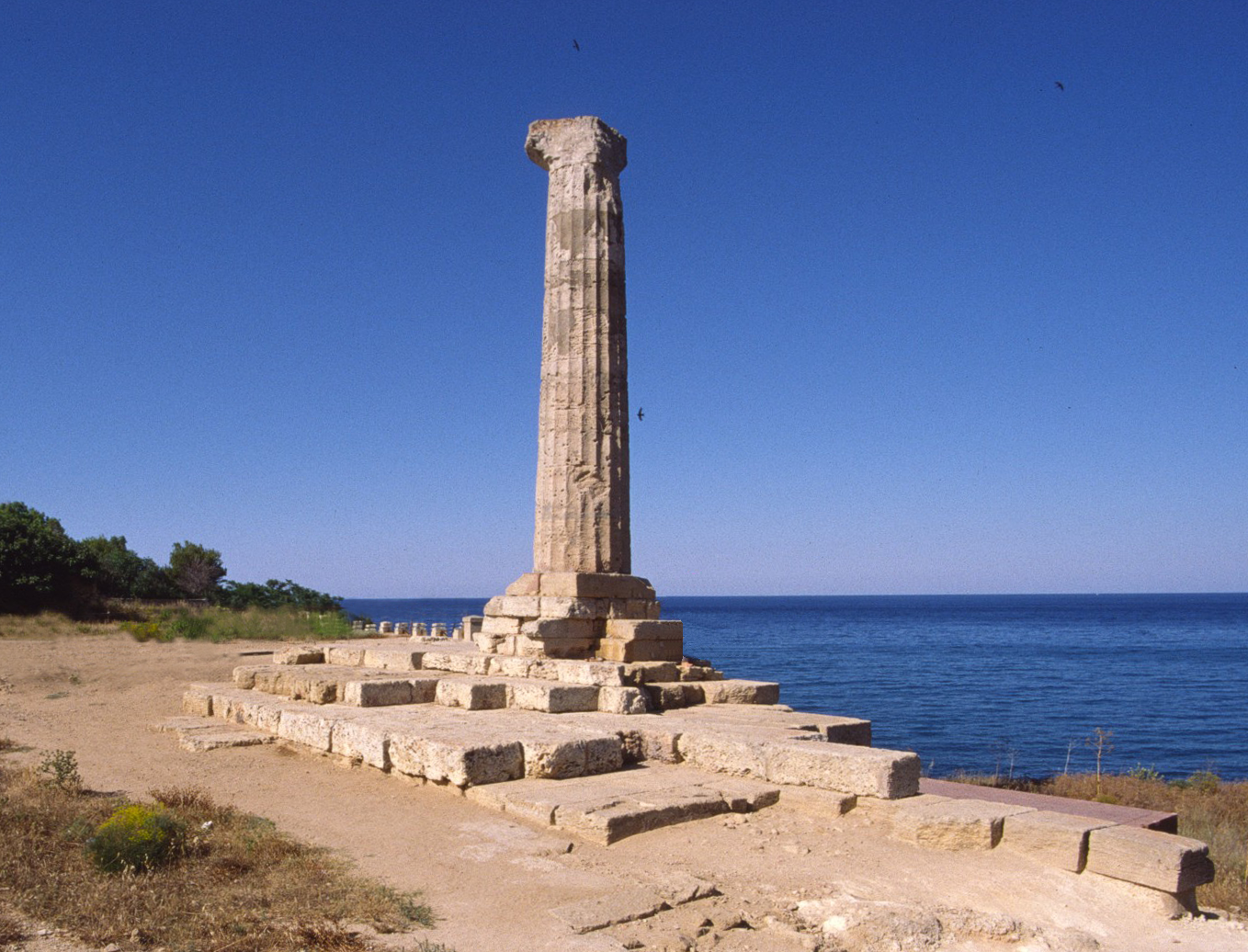
Columna del Templo de Hera en Crotona.

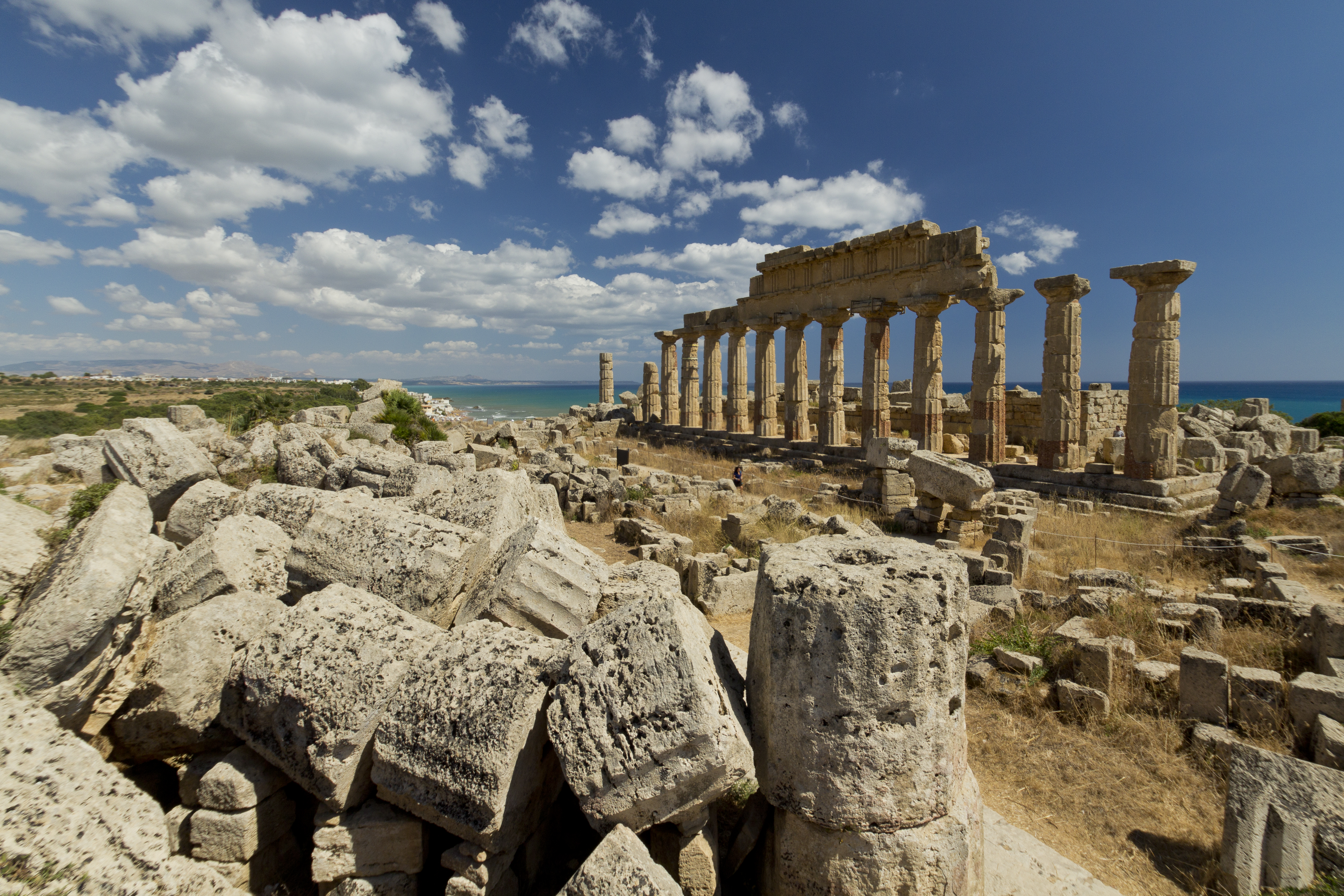
Selinunte.

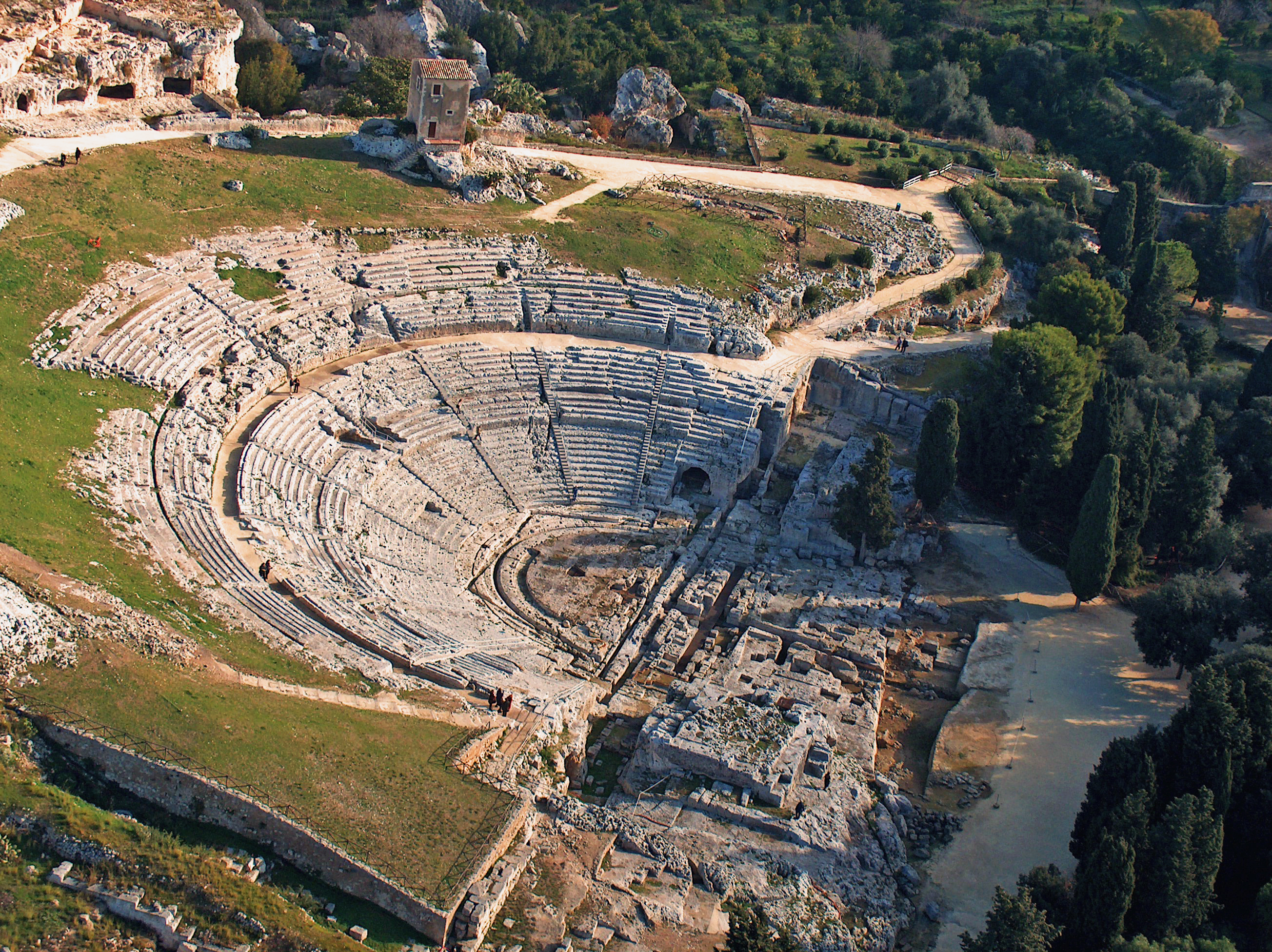
Teatro grieco de Siracusa.

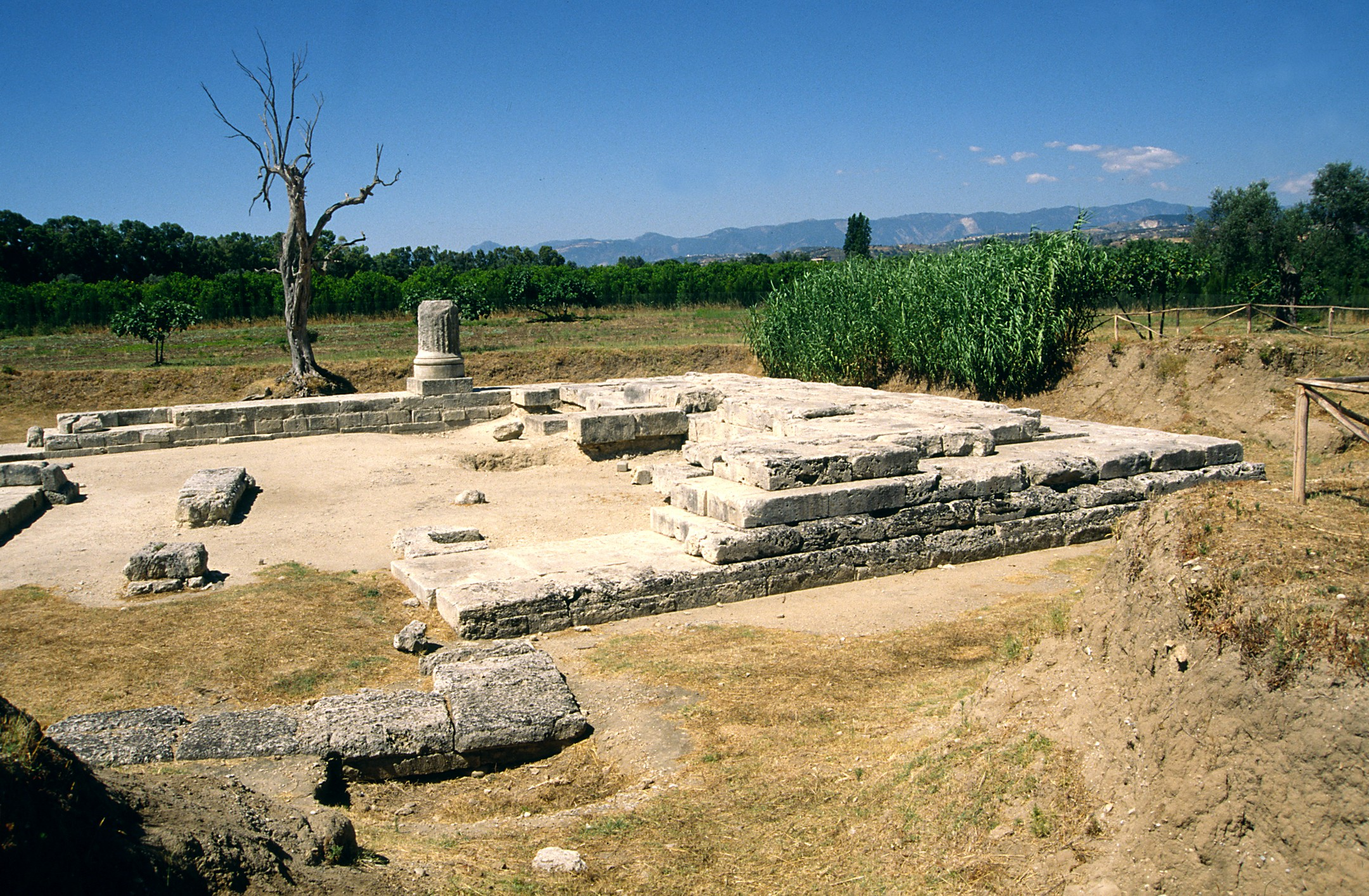
Locros.

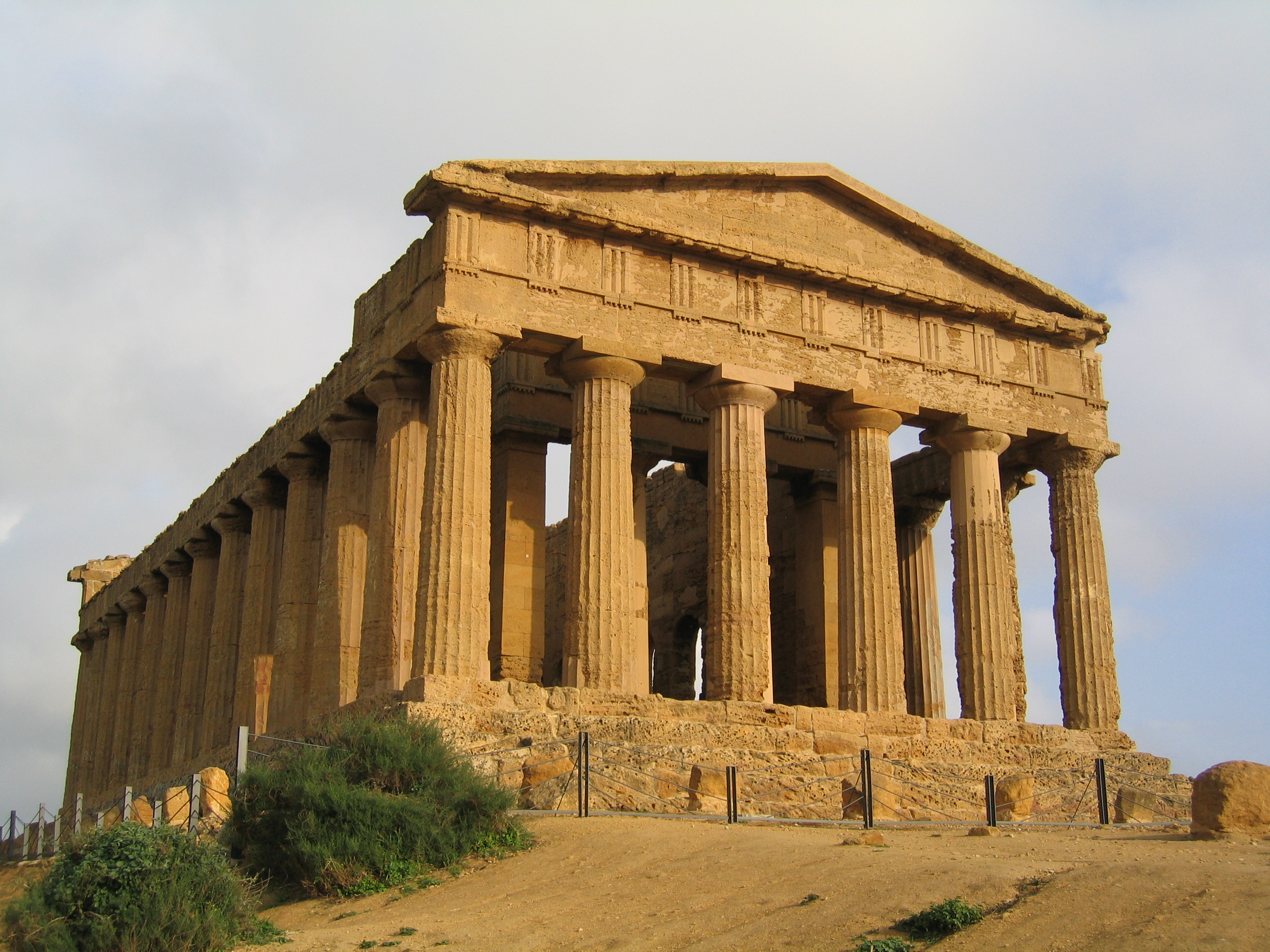
Templo de la Concordia en Agrigento.

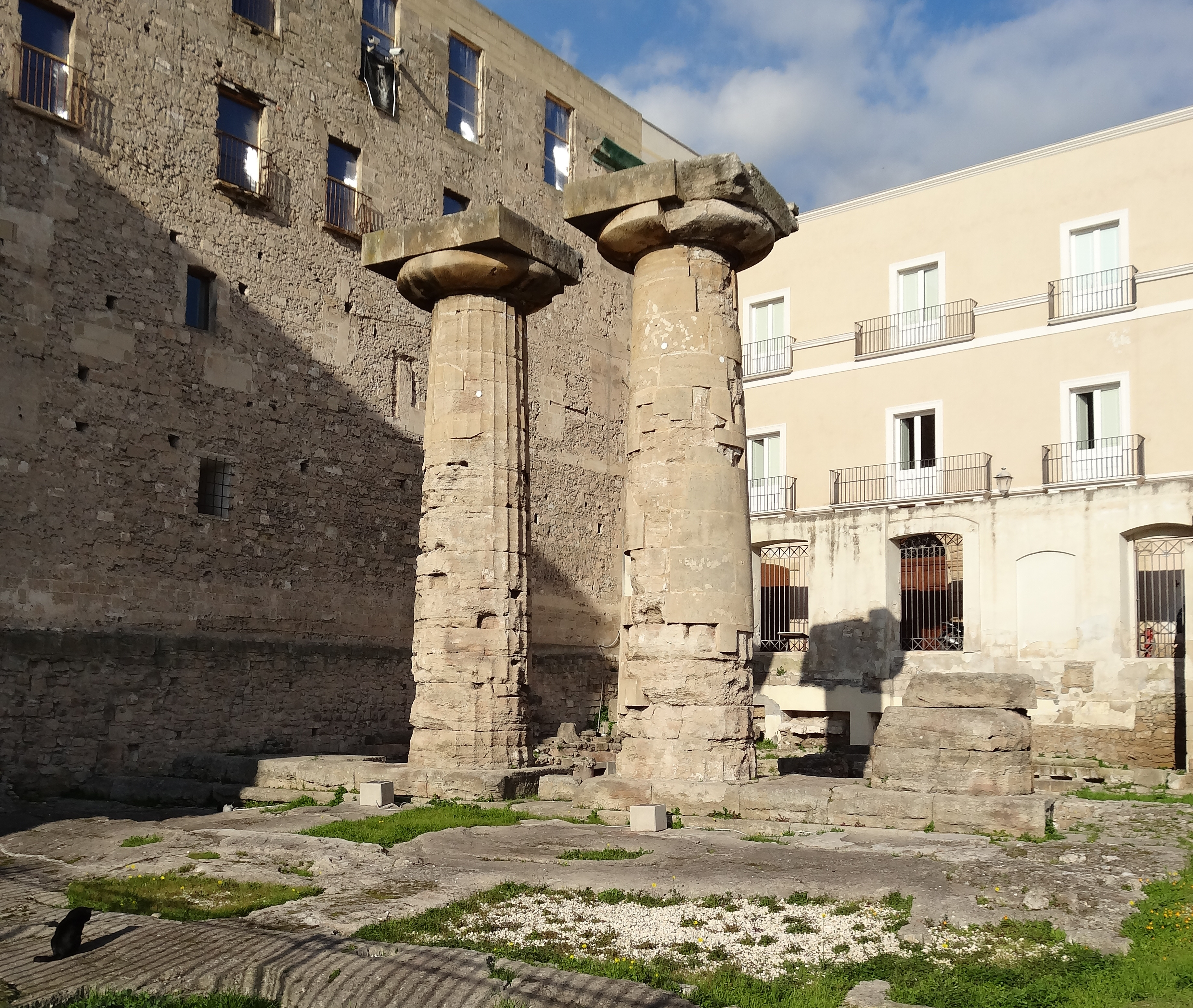
Columnas en el templo dórico de Tarento.

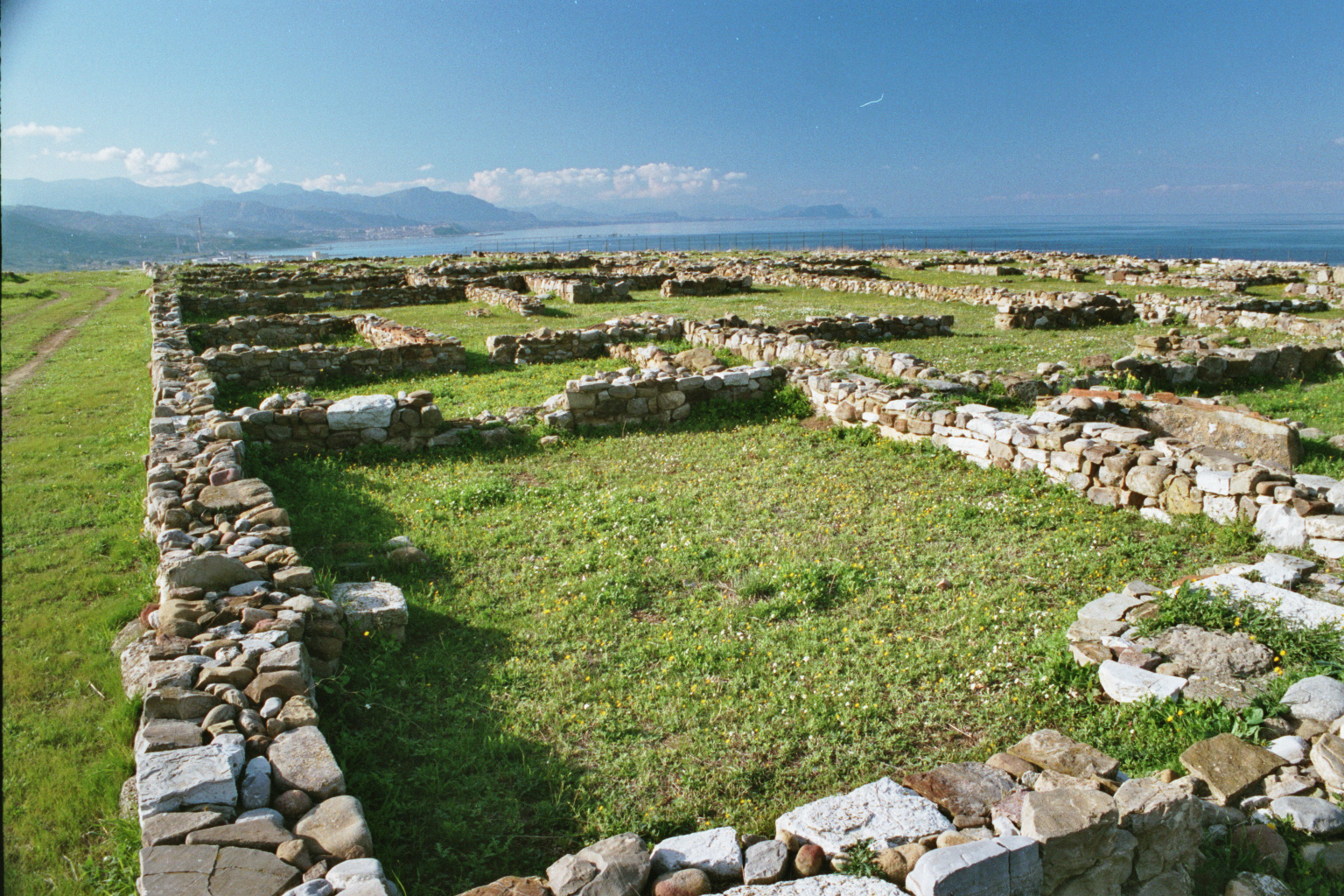
Himera.

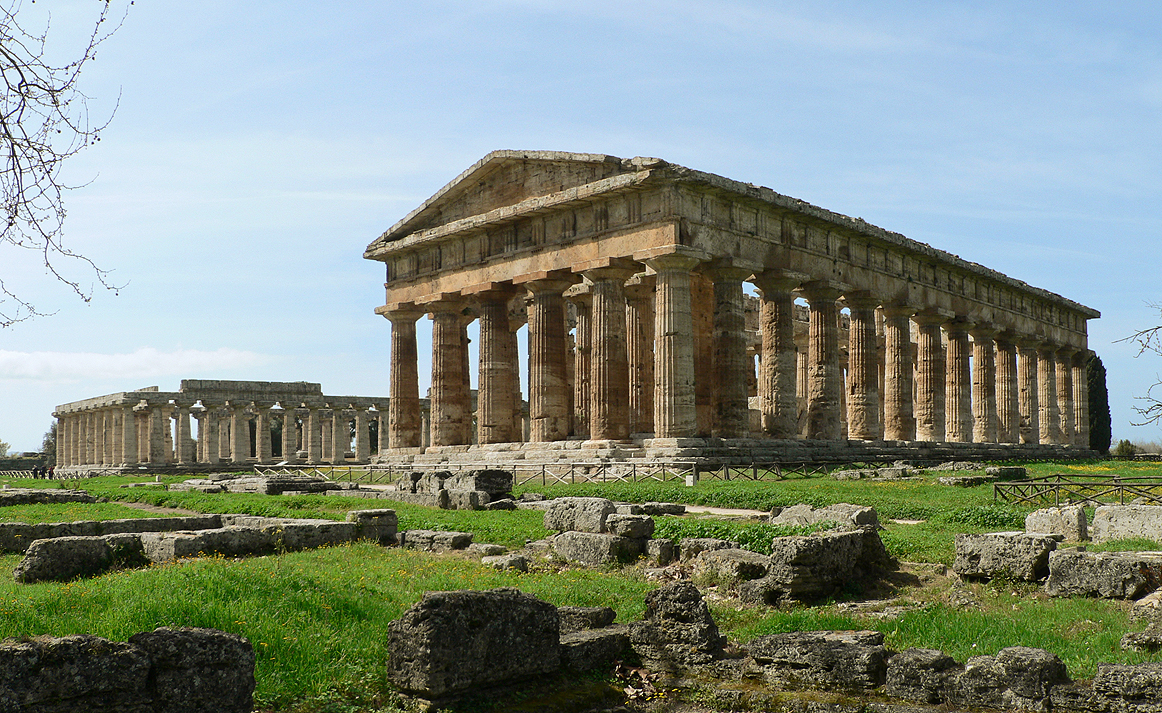
Templos en Posidonia.

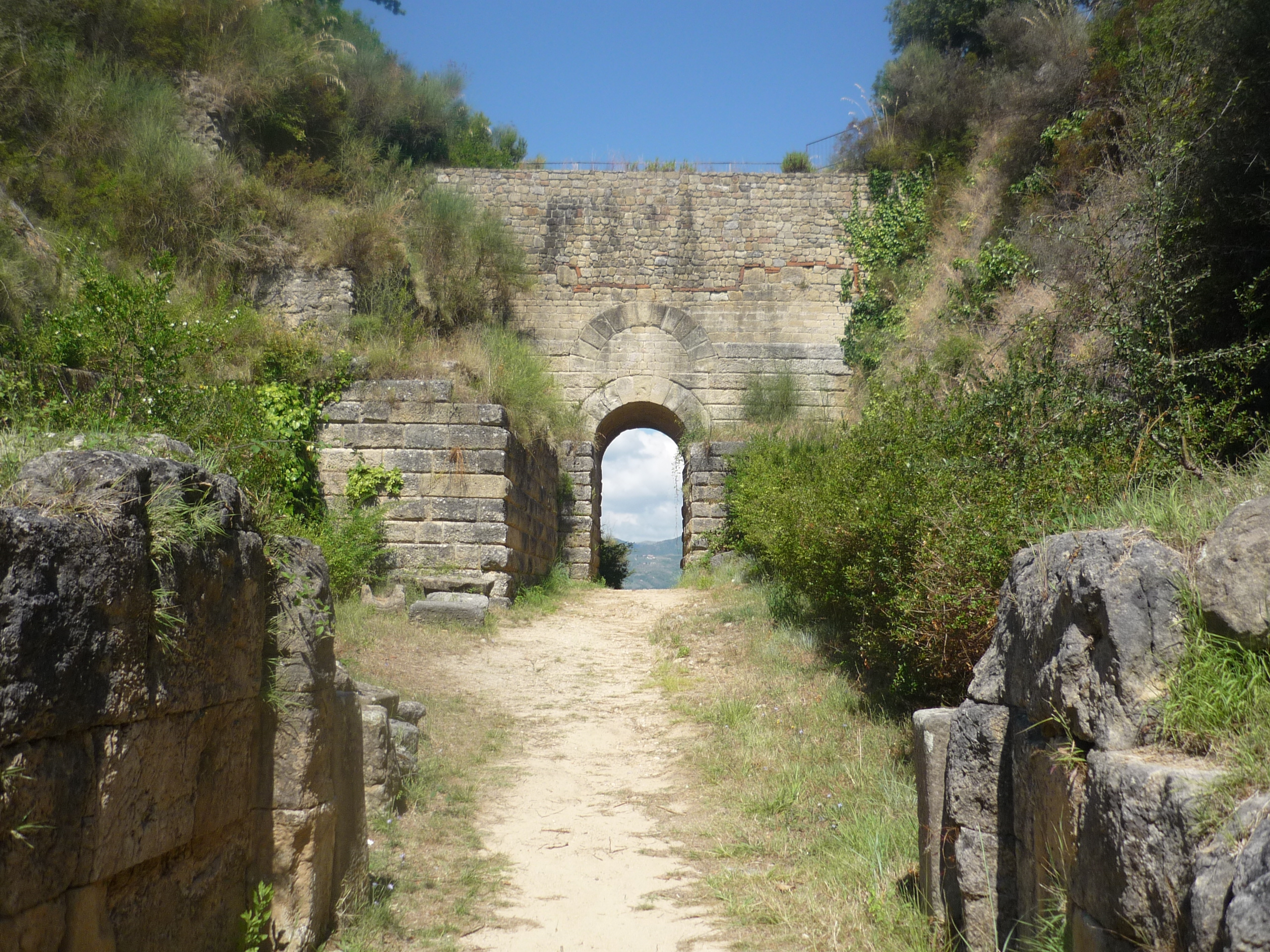
Puerta Rosa en Elea.

La primera colonia griega en Italia fue Cumas, que la tradición dice que fue fundada en 1050 a. C. La colonia quedó aislada de los establecimientos griegos posteriores y tuvo sus propias dependencias, Dicearquia y Neápolis.
El resto de las ciudades de la Magna Grecia fueron posteriores a los primeros establecimientos sicilianos. Las ciudades sicilianas se fundaron hacia 735-685 a. C., pero de las de la Magna Grecia no hay datos seguros sobre su fundación.
La más antigua parece ser la colonia aquea de Síbaris, cuya fundación se sitúa hacia el 720 a. C. Siguió Crotona hacia el 710 a. C. y después Tarento, colonia espartana, hacia el 708 a. C. Los tarentinos fundaron, a petición de los sibaritas, la colonia de Metaponto entre 700 y 680 a. C., y pronto se convirtió en una de las principales ciudades. La colonia de Siris, fundada en el siglo VII a. C., rivalizó con Síbaris. Más al sur los locrios fundaron Locros Epicefirios, fundación que Estrabón sitúa en 710 a. C., pero probablemente fue hacia 680 a. C. Los calcidios fundaron Zancle en Sicilia, supuestamente también hacia 720 a. C. o antes. Regio se fundó también en la primera parte del siglo VII a. C. Únicamente Velia, que no fue fundada hasta 540 a. C., es bastante posterior.
Posidonia, Laos y Escidros fueron colonias de Síbaris. Crotona fundó Terina al oeste de la península del Brucio y Caulonia al este. Locros fundó las colonias de Hiponio y Medma. Otras ciudades fueron localidades preexistentes de los enotrios, que se helenizaron como, por ejemplo, Pandosia, Petel y Temesa y probablemente Escilacio (Scylletium) que es considerada tradicionalmente colonia ateniense.
Las colonias prosperaron rápidamente. Las primeras, Síbaris, Crotona y Metaponto, fueron las más ricas. Síbaris tenía una riqueza proverbial y ser sibarita era sinónimo de querer un lujo refinado. En sus días de grandeza Síbaris dominaba 25 ciudades y 4 tribus de los enotrios. Este pueblo se mezcló con los colonos y su gente obtuvo el derecho de ciudadanía.
De la política interna se conoce muy poco. Se formó una liga de ciudades aqueas (Crotona, Síbaris y Metaponto) que hacía sus reuniones en el templo de Zeus Homorii, dirigida principalmente contra Siris, ciudad que probablemente fue destruida por la liga, pero se desconoce la fecha de los hechos. La batalla de la Sagra, en la que 120 000 crotonianos fueron derrotados por diez o quince mil locrios, afectó a la prosperidad de Crotona, de la que no se repuso en bastante tiempo.

### Época de Pitágoras
La llegada de Pitágoras a Crotona marcó un cambio esencial. Su escuela extendió su influencia por las ciudades de la Magna Grecia. En Crotona sus partidarios lograron el poder del que fueron expulsados por una revolución violenta. En otras ciudades también se produjeron disturbios, que afectaron seriamente a la prosperidad de las ciudades.
La destrucción de Síbaris en 510 a. C. hay que relacionarla con estas revoluciones políticas poco conocidas. Crotona mandó a cien mil hombres que derrotaron a los sibaritas, que contaban con el triple en el río Trae, y la ciudad fue destruida. Muchos se refugiaron en Laos y Esquidros y otros fundaron una nueva ciudad a orillas del Trae.
La ciudad de Regio emergió como una de las principales. Su tirano Anaxiles (496-476 a. C.) unió bajo su gobierno a Mesana, al otro lado del estrecho. Su sucesor Micutos fundó la colonia de Pixunte, más tarde Buxento, en la costa del mar Tirreno, en 471 a. C., que fue el último establecimiento griego en la zona.
En 473 a. C. Tarento sufrió una grave derrota ante los yapigios. Los auxiliares de Regio enviados en apoyo de Tarento, fueron también aniquilados en esta batalla.
Entre las guerras médicas y la guerra del Peloponeso se establecieron las colonias de Turios (443 a. C.) y Heraclea de Lucania, en parte como renovación de anteriores establecimientos: la primera fue fundada por atenienses con los restos de los sibaritas cerca de la antigua ciudad de Síbaris. Pronto se hizo próspera y se enfrentó con Tarento por la posesión del territorio de Siris, colonia destruida mucho antes. Finalmente se llegó al compromiso de fundar una colonia conjunta en el lugar de la antigua Siris, que se llamó Heraclea (432 a. C.), pero de hecho fue considerada colonia de Tarento.

### Neutralidad
En la guerra del Peloponeso, durante la expedición ateniense a Sicilia (415-413 a. C.) las ciudades de Italia permanecieron en general neutrales y rechazaron la presencia de las naves atenienses. Un poco después de empezar, Turios y Metaponto se aliaron a Atenas.
El siguiente peligro vino de Dionisio I, tirano de Siracusa, que tras dominar Sicilia, quería expandirse hacia Italia. Regio mantuvo estrechas relaciones con las ciudades de Sicilia y en cuanto las ciudades calcídicas de la isla (Naxos, Catana y Leontinos) fueron atacadas, Regio acudió en su ayuda. Locros en cambio fue aliada de Siracusa. Consecuentemente Locros y Regio se enfrentaron.

### La liga de la Magna Grecia
Las ciudades griegas formaron una liga en 393 a. C. para protegerse contra Dionisio y contra los lucanos del norte, pero las fuerzas confederadas fueron derrotadas por el siracusano al río Heloros cerca de Caulonia (389 a. C.) y la ciudad de Caulonia fue ocupada, y después Hiponio, que fueron cedidas a Locros. Regio fue sitiada y se tuvo que rendir (387 a. C.).

### Los lucanos y los brucios
En este siglo comenzaron los ataques a las colonias, sobre todo en las del norte, de los lucanos. La primera que fue ocupada fue Posidonia, la más al norte, a una fecha incierta. Después atacaron las ciudades del golfo de Tarento y la ciudad de Turios. En 390 a. C.la liga de ciudades fue derrotada por los lucanos cerca de Laos y esta ciudad fue ocupada, los lucanos entraron en la península de Brucio.
Mientras gobernó Dionisio I, los lucanos eran considerados sus aliados pero con su hijo Dionisio II el peligro que representaban los lucanos era demasiado grande y se alió a las ciudades en contra de ellos. A mediados del siglo IV a. C., los lucanos y el pueblo nativo de Brucio, aliados, se sublevaron y  formaron una única unidad política entre brucios y lucanos, la cual les permitió conquistar Terina e Hiponio. Regio y Locros tuvieron que pasar bajo dependencia de Dionisio ante el peligro y Crotona pudo poco menos que defenderse a sí misma.
Los lucanos volvieron contra las ciudades del golfo de Tarento. Los ataques más fuertes los sufrió Turios, pero al final Tarento fue el objetivo principal. Tarento había sido la ciudad menos afectada por luchas y por ataques y ahora emergía como la principal ciudad del sur de Italia.
Tarento pidió ayuda a Esparta y el rey Arquidamo III fue a la zona con una fuerza considerable e hizo la guerra durante unos años, pero finalmente fue derrotado en una batalla cerca de Manduria en 338 a. C.
Poco después llegó a la zona el rey Alejandro I de Epiro, con el mismo objetivo. El epirota consiguió bastantes triunfos, pero se implicó con la política interior de las ciudades y conquistó Heraclea al mismo tiempo que derrotaba a los lucanos y brucios (ahora aliados) en varias batallas, reconquistando Terina, Consetia, y otras, y entrando en Brucio donde fue asesinado por un exiliado que servía a su ejército.
Tarento siguió la guerra como pudo y en 303 a. C. volvió a pedir ayuda a Esparta. Cleón de Esparta, tío del rey de Esparta, fue a Tarento con una fuerza mercenaria y obligó a lucanos y mesapios a pedir la paz. Metaponto enfrentada con Cleón, fue conquistada por este. Su rapacidad y la inclinación al lujo le enemistó con el pueblo y tuvo que salir de Italia.
Agatocles de Siracusa luchó en Brucio; hay poca información sobre estas campañas pero se sabe que conquistó Hiponio y Crotona, ciudad donde estableció una guarnición; parece que sus acciones fueron más contra las ciudades griegas que contra los brucios o lucanos y de hecho se alió a daunos y peucetios supuestamente contra Tarento. Su muerte en 289 a. C. detuvo esta política.
Turios, asediada por los lucanos, hizo alianza con Roma, que hizo levantar el asedio y derrotó a los sitiadores (282 a. C.) Tarento, considerando el peligro de dominio romano, pidió la ayuda del rey de Epiro Pirro que vino a Italia en 281 a. C.y estuvo más de seis años. Además formó alianza con samnitas y lucanos para prevenir el dominio romano. En cuanto Pirro llegó todas las ciudades de la Magna Grecia le dieron apoyo. Su campaña contra Roma fue un éxito militar, pero al final no tuvo ninguna consecuencia efectiva al no poder dar el golpe definitivo. En 278 a. C. fue a Sicilia donde las ciudades también se declararon a su favor pero sin sacar nada útil. En cuanto salió en 274 a. C., las polis griegas de Italia quedaron expuestas a los romanos. Los cónsules romanos ocuparon Locros, Crotona y, finalmente, en 272 a. C. Tarento. Regio también fue ocupada.
Algunas de las antiguas polis griegas de la Magna Grecia, como Heraclea, se volvieron prósperas colonias romanas, otras en vez ciudades de socii, es decir, ciudades itálicas aliadas de Roma. 
La segunda guerra púnica fue la ocasión esperada por los griegos para recuperar la libertad. Después de la batalla de Cannas en 216 a. C., todas las ciudades griegas de Italia se declararon partidarias de Aníbal. Algunas expulsaron a las guarniciones romanas. Tarento dejó entrar a los cartagineses pero los romanos se pudieron mantener bloqueados en la ciudadela y recibieron suministros por mar; aún permanecían en cuanto Quinto Fabio Máximo entró en la ciudad en 209 a. C.
Tras los acotencimientos de la segunda guerra púnica, Tarento y otras ciudades griegas infieles, a diferencia de las demás ciudades itálicas aliadas, fueron tratadas como ciudades conquistadas, saqueadas y sus tierras confiscadas. Metaponto ya había sido evacuada por sus ciudadanos que así se salvaron. Terina fue destruida por los mismos cartagineses. Locros y Crotona fueron reconquistadas y terminaron en muy mal estado. Regio permaneció leal a Roma toda la guerra y fue de las pocas que se libró de la destrucción y la confiscación de tierras.
Varias ciudades magno-griegas gozaban del estatus de  colonia romana, como Posidonia (que se convirtió en Paestum en el 273 a. C.) y Brundusium (244 a. C.), ya desde antes de la segunda guerra púnica, aunque la mayoría de las colonias romanas de la zona son inmediatamente posteriores a la segunda guerra púnica, destacando Buxentum en Lucania y Tempsa en Brucio (antes de 194 a. C.), Crotona (194 a. C.), Turios (193 a. C.), Hiponio (renombrada Vibo Valentia en el 192 a. C.), entre otras fundadas un poco más tarde como Scylacium ( Colonia Minerva ) y Tarentum (Neptunio).
Posteriormente la situación política en la Magna Grecia se mantuvo estable, hasta la guerra Social, tras la cual, a través de la Lex Plautia Papiria, se otorgó la plena ciudadanía romana a todos los habitantes de la Italia peninsular.

## La cultura griega en Italia

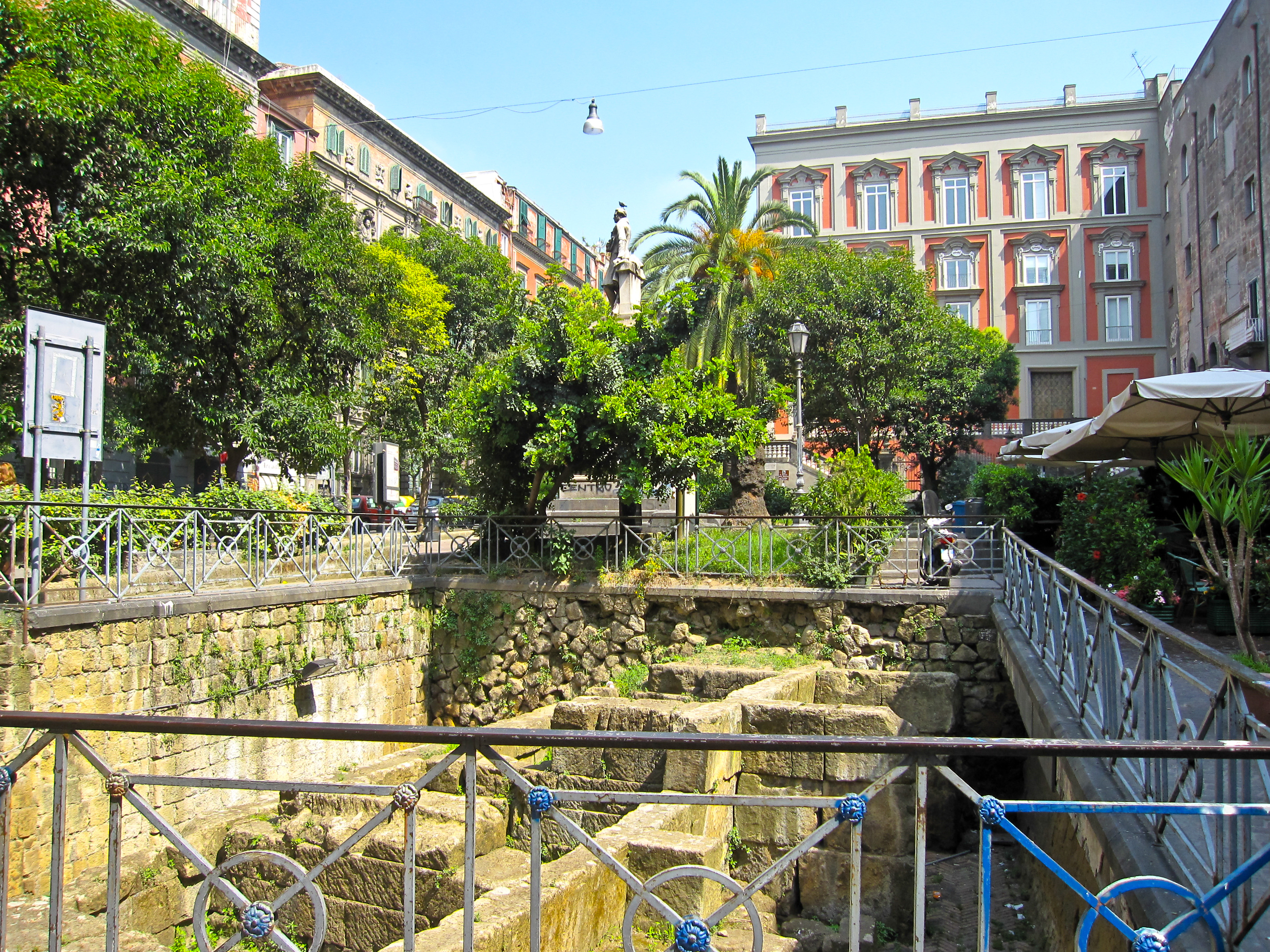
Muros griegos de la antigua Neapolis en Piazza Bellini, Nápoles.

Durante los siglos VIII y VII a. C., motivados por las situaciones inestables de su hogar, colonos griegos se establecieron en diversas y lejanas regiones desde la costa oriental del mar Negro hacia Masilia (hoy Marsella, Francia). Los asentamientos más importantes serían los de Sicilia y la porción sur de la península itálica. 
Inicialmente los romanos llamaron a esta área Magna Græcia, aunque los geógrafos modernos difieren en sus opiniones acerca de si incluir, bajo este nombre, también a la isla de Sicilia o usarlo solo para el sur de Italia peninsular.
Con la colonización, la cultura griega se exportó a Italia, con los dialectos de la lengua griega antigua, los ritos religiosos y sus tradiciones relacionadas con la estructura de las ciudades-estado (polis), que pronto desarrollarían una cultura helénica original, interactuando con las civilizaciones itálicas nativas. El trasplante más importante sería la variedad del alfabeto griego, el cual sería adoptado en primer lugar por los etruscos y que se desarrollaría convirtiéndose en el alfabeto latino. Muchas de las ciudades griegas de Italia se convertirían en ricas y poderosas polis, como Neápolis (Νεάπολις, Nápoles), Siracusa, Agrigento y Síbaris (Σύβαρις, Sibari), entre otras.

## La herencia griega

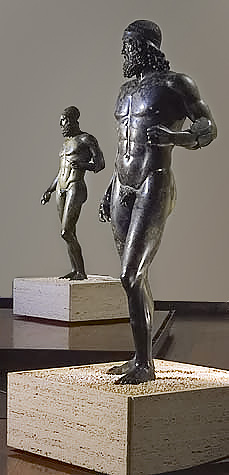
Bronces de Riace en el Museo nacional de la Magna Grecia de Regio de Calabria.

La Magna Grecia fue absorbida por la República romana después de las guerras pírricas, volviéndose parte integrante de la Italia romana, la cual constituía, a su vez, el centro absoluto del Imperio romano. Durante la Edad Media, después de la guerra Gótica, nuevas oleadas de inmigrantes griegos bizantinos, procedentes de Grecia y Asia Menor, se establecieron en Italia, dado que la región era gobernada nominalmente por el Imperio bizantino, hasta la llegada de los lombardos y de los normandos. Sin lugar a dudas, los bizantinos encontraron en la región del sur de Italia, la ex Magna Grecia, una zona de raíz cultural común, debido a la existencia de algunos centros que se habían mantenido helenofonos (o en situación de bilingüismo latín-griego).
No obstante, la mayoría de los habitantes helenofonos del sur de Italia se italianizaron y si bien hoy en día no se habla el griego, en las regiones italianas de Calabria y Apulia, existen pequeñas minorías lingüísticas hablantes de griko, un idioma local que probablemente se deriva del griego antiguo. Esta última lengua es una combinación del dialecto griego dórico antiguo, del griego bizantino y de elementos italorromances pertenecientes a los dialectos italianos extremomeridionales, con una rica tradición oral y folclórica. Los registros históricos indican que algunos otros centros de la que se conocía como Magna Grecia conservaron el idioma griego, a menudo junto a las variedades locales de latín vulgar, incluso hasta el siglo XII de nuestra era.
A continuación se mencionan las principales ciudades-colonias helénicas en la Magna Grecia:

## En Calabria
- Regio
- Locros
- Crotona
- Caulonia
- Síbaris
- Crimisa
- Hiponio
- Metauro
- Medma
- Laos
- Temesa
- Terina
- Escilacio

## En Campania
- Pitecusas
- Cumas
- Neápolis
- Posidonia
- Elea
- Pixunte

## En Basilicata
- Metaponto
- Siris
- Heraclea de Lucania
- Pistoico–Pisticci
- Troila y Obelamon–Ferrandina

## En Apulia
- Taras
- Calípolis

## En Sicilia
- Naxos
- Zancle
- Siracusa
- Acragante
- Gela
- Catana
- Leontinos
- Megara Hiblea
- Camarina
- Milas
- Acras
- Hímera
- Casmena
- Heraclea Minoa
- Lipara

## En otras regiones
- Ancona
- Adria